# Саттон (Нью-Гемпшир)
Саттон (англ. Sutton) — місто (англ. town) в США, в окрузі Меррімак штату Нью-Гемпшир. Населення — 1978 осіб (2020).

## Демографія
Згідно з переписом 2010 року, у місті мешкало 1837 осіб у 757 домогосподарствах у складі 556 родин. Було 985 помешкань
Расовий склад населення:
| - 96,5 % — білих - 0,8 % — азіатів - 0,5 % — вихідців з тихоокеанських островів - 0,3 % — корінних американців - 0,3 % — чорних або афроамериканців |

До двох чи більше рас належало 1,4 %. Частка іспаномовних становила 1,1 % від усіх жителів.
За віковим діапазоном населення розподілялося таким чином: 21,6 % — особи молодші 18 років, 62,2 % — особи у віці 18—64 років, 16,2 % — особи у віці 65 років та старші. Медіана віку мешканця становила 45,8 року. На 100 осіб жіночої статі у місті припадало 100,5 чоловіків;  на 100 жінок у віці від 18 років та старших — 99,7 чоловіків також старших 18 років.
Середній дохід на одне домашнє господарство  становив 99 190 доларів США (медіана — 88 250), а середній дохід на одну сім'ю — 114 261 долар (медіана — 96 500). Медіана доходів становила 61 029 доларів для чоловіків та 55 417 доларів для жінок. За межею бідності перебувало 3,7 % осіб, у тому числі 6,7 % дітей у віці до 18 років та 0,0 % осіб у віці 65 років та старших.
Цивільне працевлаштоване населення становило 1037 осіб. Основні галузі зайнятості: освіта, охорона здоров'я та соціальна допомога — 27,9 %, науковці, спеціалісти, менеджери — 13,0 %, роздрібна торгівля — 9,6 %, будівництво — 9,0 %.